# ارتدکسیسم، خودکامگی و ملیت

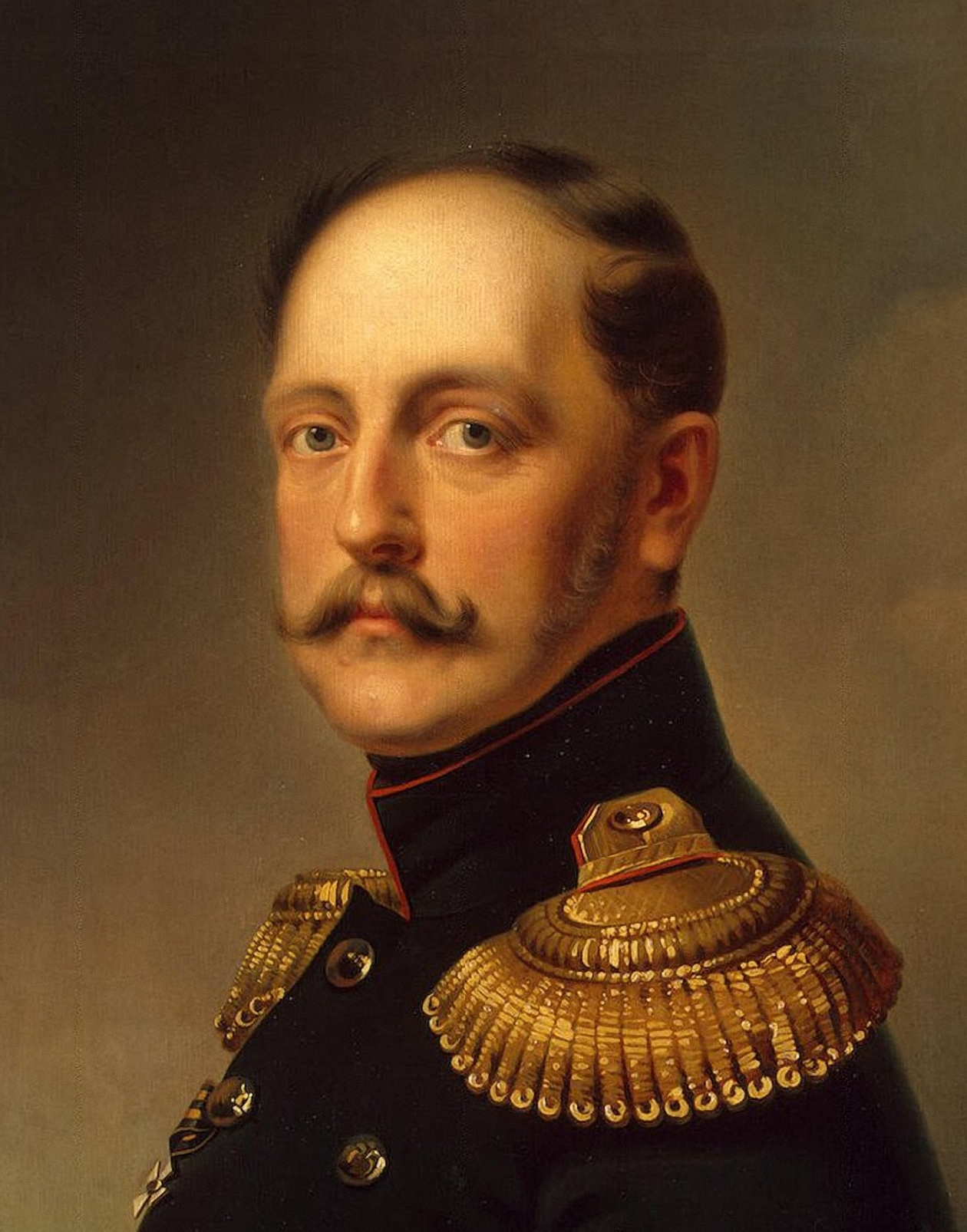
نیکلاس اول (سلطنت ۱۸۲۵–۱۸۵۵) ارتدکسیسم، استبداد و ملیت را به آموزه‌های اصلی امپریالیستی دوران سلطنت خود تبدیل کرد.

ارتدکس، خودکامگی، و ملیت (روسی: Правосла́вие, самодержа́вие, наро́дность (به انگلیسی: Pravoslávie, samoderzhávie, naródnost') که با نام ناسیونالیسم رسمی نیز شناخته می‌شود، دکترین ایدئولوژیک غالب امپراتوری نیکلاس اول، امپراتور روسیه بود. این دکترین به دنبال وحدت امپراتوری تحت مسیحیت ارتدکس و اقتدار مطلق امپراتور بود، در حالی که ایده‌هایی را که برای آن وحدت مخرب تلقی می‌شدند، سرکوب می‌کرد. این دکترین از یک روند ارتجاعی گسترده‌تر اروپایی پیروی می‌کرد که به دنبال بازیابی و دفاع از نهادهای سیاسی بود که در جنگ‌های ناپلئونی سرنگون شده بودند.
«سه‌گانه» ملیت رسمی در ابتدا توسط وزیر آموزش و پرورش، سرگئی اوواروف، در نامه‌ای به مربیان زیردست در تاریخ ۲ آوریل ۱۸۳۳ پیشنهاد شد. این پیشنهاد به زودی توسط نیکلاس و تشکیلات او پذیرفته شد و به رسمیت شناخته شد و مورد حمایت گسترده عموم قرار گرفت و روشنفکرانی مانند میخائیل پوگودین، فئودور تایتچف، و نیکولای گوگول از آن حمایت کردند.
منتقدان این سیاست، این اصل را به عنوان فراخوانی برای روسی‌سازی می‌دیدند. با این حال، وجود این اصل، به عنوان اولین ایدئولوژی سیاسی سراسری روسیه از قرن شانزدهم، نشان‌دهنده گذار قریب‌الوقوع این ملت به مدرنیته بود.

## جستجوی ایدئولوژی
نیکلاس اول در پی شورش دکابریست‌ها به عنوان امپراتور ظهور کرد؛ تحقیقات بعدی ثابت کرد که بی‌وفایی عمیقاً در میان اشراف - تنها پایه و اساس خاندان رومانوف - ریشه دوانده است. پدر و پدربزرگ او توسط نگهبانان و دولتمردان خود در کودتاهای کاخ کشته شدند. نیکلاس که مشتاق ریشه‌کن کردن شورشیان و تضمین امنیت فیزیکی خود بود، با دقت روند تحقیقات دکابریست‌ها را مطالعه کرد و از نقص‌های دولت سلف خود که به شورش دامن می‌زد، آگاه بود. «از یک نظر، سلطنت نیکلاس اول، مقدمه‌ای طولانی بر قیام دکابریست‌ها بود.»
نیکلاس، در راستای اسلاف مطلق‌گرای خود در عصر روشنگری، یک سیستم آموزشی دولتی ایجاد کرد و تدوین قانون را به پایان رساند. او یک سیستم دولتی بسیار منظم اما در نهایت ناکارآمد با «تمرکزگرایی نگران‌کننده» ایجاد کرد، که خود داور اصلی بین دولتمردان رقیب بود. سیستمی که توسط نیکلاس اول ایجاد شده بود، نادرست و ناکارآمد بود، زیرا امپراتور نمی‌توانست شخصاً بر تمام امور دولتی نظارت کند و تمام اسناد امضا شده را بررسی کند.
امپراتور خود را زندانی سیستم خود می‌دید، بنابراین در بیشتر فعالیت‌های روزمره‌اش فقط می‌توانست به مقامات عالی‌رتبه خود تکیه کند. مقامات بالاتر به مقامات رده پایین‌تر متکی بودند. در بیشتر موارد، مقامات دولتی، حتی وزرا، کارها را خودشان انجام می‌دادند و توجه کمی به دستورالعمل‌های کلی امپراتور در یک مورد یا مورد دیگر داشتند.
مقامات دولتی (چینوونیکی‌ها) از استبداد به نفع خود سوءاستفاده می‌کردند. در واقع، استبداد به پوششی برای پنهان کردن اعمال مقامات در تمام سطوح تبدیل شد. در آن روزها، چینوونیکی‌ها بودند که قدرت واقعی را در دست داشتند، اما امپراتور قدرت واقعی را نداشت، زیرا امپراتور چیزی جز وضع‌کننده قوانین نبود. با این وجود، اگر قانونی خاص برای مقامات دولتی سودآور نبود یا به ضرر آنها بود، ایجاد موانع قانونی برای اجرای چنین قانونی مشکلی ایجاد نمی‌کرد.
گاهی یک قانون بدون اطلاع امپراتور به سادگی لغو می‌شد، همان‌طور که معمولاً در مورد قوانین امپراتور در مورد تنظیم فعالیت تجاری مذاکره‌کنندگان سن پترزبورگ (کوپتسی) اتفاق می‌افتاد. در هر صورت، امپراتور همیشه گزارشی دریافت می‌کرد که همه چیز به خوبی پیش رفته و تمام دستورالعمل‌های او اجرا شده است. اما او همچنین بی‌وفایی اشراف را به توطئه‌ای در سراسر اروپا با هدف نابودی سلطنت‌های حاکم، دین و اخلاق نسبت می‌داد. طبق دیدگاه او، روسیه در جنگ‌های ناپلئونی موفق شد در حالی که رژیم‌های پیشرفته‌تر شکست خوردند و اروپا را از فرورفتن در زوال و الحاد نجات دادند.

## مقایسه با پوتینیسم

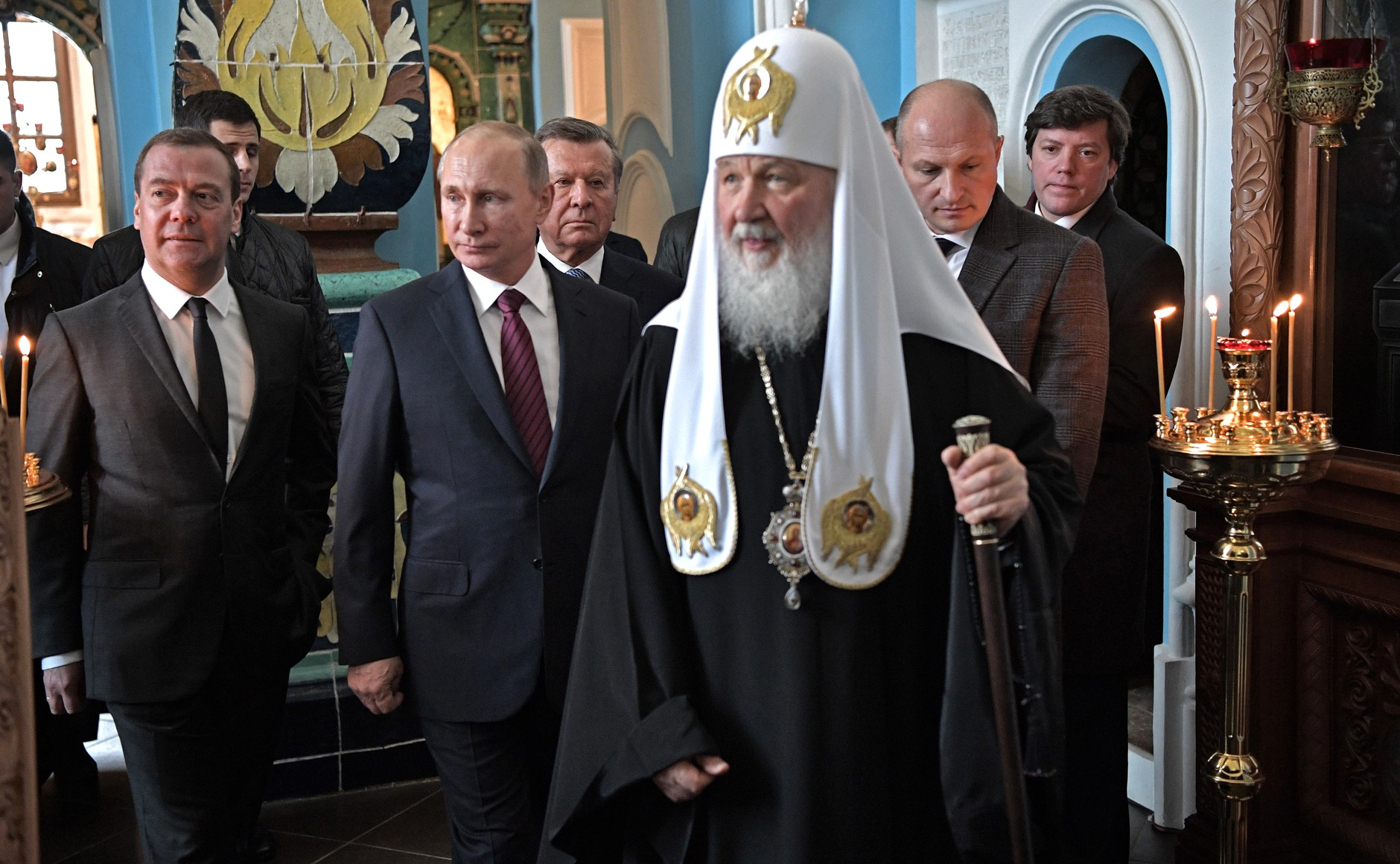
ولادیمیر پوتین و پاتریارک کریل

تعدادی از مفسران ، ایدئولوژی ولادیمیر پوتین، حاکم روسیه از سال ۱۹۹۹، را با دکترین ارتدکس، استبداد و ملیت مقایسه کرده‌اند. فیث هیلیس از دانشگاه شیکاگو استدلال کرده است که پوتین «می‌خواهد امپراتوری روسیه و ایدئولوژی‌های راهنمای آن را که ارتدکس، استبداد و ملیت بودند، بازسازی کند - البته اکنون، تحت قدرت یک دولت پلیسی بسیار پیچیده.» مقاله‌ای در سال ۲۰۱۴ در مجله مطالعات اوراسیا استدلال کرد که «پوتین بر میهن‌پرستی، قدرت و دولت‌گرایی برای توجیه تمرکز قدرت و سیاست‌های اقتدارگرایانه تأکید کرده است. سیاست‌ها و لفاظی‌های پوتین شباهت زیادی به سیاست‌های نیکلاس دارد.» استن گرانت از دانشگاه چارلز استورت استدلال کرده است که «این دیدگاه امروز پوتین همچنان پابرجاست. کلیسا و دولت از هم جدا نیستند. رهبر ارتدکس روسیه، پاتریارک کریل، پوتین را «معجزه خدا» نامیده است.» مایکل هیرش، روزنامه‌نگار فارن پالیسی، اظهار داشته است که این سیاست «در سخنرانی‌ها و نوشته‌های پوتین ذکر نشده است - او هنوز دوست دارد وانمود کند که روسیه یک دموکراسی است - اما توسط متفکران راست افراطی که گفته می‌شود بر پوتین تأثیر می‌گذارند، از جمله الکساندر دوگین، لِو گومیلِف، ایگور شافارویچ، ایوان ایلین، کنستانتین لئونتیف، سرگئی پتروویچ تروبتسکوی و دیگران که قدمت آنها به ۲۰۰ سال پیش برمی‌گردد، مورد استناد قرار گرفته است.»